# 8858 Корнус
8858 Корнус (8858 Cornus) — астероїд головного поясу, відкритий 6 серпня 1991 року.
Тіссеранів параметр щодо Юпітера — 3,506.